# Хан, Аамир
Аамир Хан (урду عامر خان‎, хинди आमिर ख़ान, англ. Aamir Khan; род. 14 марта 1965 года, Бомбей) — индийский актёр, продюсер, режиссёр, сценарист и телеведущий. Снимается в фильмах на хинди. Зарекомендовал себя как один из самых популярных и влиятельных актёров индийского кино. Обладатель ряда номинаций и кинопремий, в том числе Filmfare Awards и Национальной кинопремии Индии. Был удостоен правительственных наград Падма Шри в 2003 году и Падма Бхушан в 2010.

## Биография
Аамир Хан родился 14 марта 1965 года в Бомбее. При рождении он получил имя Мохаммад Аамир Хуссейн Хан. Как утверждает сам актёр, его фамилия — Хуссейн, а Хан — это клановое имя, однако Аамир Хан звучит лучше. Его родителями были продюсер и поэт Тахир Хуссейн и его жена Зинат Хуссейн. Аамир был старшим ребёнком в семье, у него есть также брат Файзал и сестры Нихат и Фархат. Некоторые другие его родственники также связаны с кинематографом. Его дядя Насир Хуссейн и кузен Мансур Хан — режиссёры, а двоюродный брат Тарик сыграл в таких фильмах как «Найти друг друга» и «Мы не хуже других». 
Один из его дальних родственников — Абул Калам Азад — индийский учёный и политический деятель, лидер движения за независимость Индии, а также первый министр образования Индии. Аамир также в родственных связях с Закиром Хусейном — первым президентом-мусульманином страны.
Первые два класса Аамир учился в JB Petit School, затем перешёл в школу Святой Анны, а последние два класса закончил в Шотландской школе Бомбея. В школьные дни он больше интересовался спортом, чем учёбой, и играл в теннис на чемпионатах национального уровня. После школы он поступил в Колледж экономики и коммерции Нарси Монджи. Примерно в это же время Аамир присоединился к театральной группе Avantar и, отработав за кулисами полтора года, дебютировал на сцене Притхви Театра в гуджаратской пьесе Kesar Bina. Он перестал посещать колледж после того как завершил стандартную общеобразовательную программу двенадцати классов (англ. Standard 12).

## Карьера

### 1980-е
Творческая карьера Аамира началась в 1973 году, когда он снялся в фильме своего дяди «Найти друг друга» в роли юного Ратана. Также Аамир сыграл в нескольких фильмах под режиссурой своего кузена Мансура Хана.
В 1985 году Аамир сыграл в фильме своего друга Ашутоша Говарикера — Holi (1985). Но настоящим началом своей актёрской карьеры сам Аамир считает 1988 год и «Приговор», автором сценария и продюсером которого стал дядя Амира Насир Хуссейн. Фильм о современных индийских Ромео и Джульетте стал настоящим событием в индийском кинематографе. Картина получила восемь наград Filmfare Awards и Национальную кинопремию за лучший популярный фильм. 
Аамир Хан получил премию за «Лучший мужской дебют», а его партнерша Джухи Чавла — в категории «Новое лицо». Позже Indiatimes Movies включил картину в число «25 фильмов Болливуда, которые необходимо посмотреть».
Тандем Хана и Джухи Чавла стал одним из самых успешных в Болливуде. Вместе актёры снялись в 7 картинах, среди которых такие известные работы как «Любовь, любовь, любовь» (1989), «Ты мой» (1990), «Навстречу любви» (1993) и «Страсть» (1997).

### 1990-е
В 1993 году Аамир, совместно с Робином Бхаттом написал сценарий фильма «Навстречу любви» (1993). Продюсерами фильма выступили родители Аамира. А главную женскую роль актёр предложил конечно же Джухи. По сюжету герой Хана Рахул Мальхотра — студент колледжа, который неожиданно становится опекуном троих детей погибшей в автокатастрофе сестры и её мужа. В придачу Рахул получает и их разваливающийся швейный бизнес. Справиться со строптивыми детками ему помогает Вайджанти Айер (Чавла) — богатая девушка, сбежавшая из дома. Фильм стал сенсацией года и получил от Filmfare Awards пять наград (был номинирован в девяти). Среди них и приз за «лучший фильм года».
Карьера Аамира Хана шла только по восходящей. Далее следовали такие успешные проекты как «Хочу жениться на дочери миллионера» (1994), «Весельчак» (1995), «Разные судьбы» (1995), «Непокорившийся судьбе» (1998), «Злой умысел» (1999) и «Мятежная душа» (1999). Хотя фильм «Хочу жениться на дочери миллионера», в котором Аамир сыграл с другим известным актёром Салманом Ханом, был принят критиками достаточно прохладно, зрители его полюбили. А спустя годы картина приобрела статус культовой.

### 2000-е
Начало двухтысячных для актёра ознаменовались выходом двух успешных фильмов: «Любящие сердца» (2001) и «Лагаан: Однажды в Индии» (2001). Последний стал поворотным в жизни актёра. Во-первых, впервые он выступил не только как актёр, но также и продюсер картины. Для этого он, совместно со своей тогдашней супругой Риной Дутта, создал собственную продюсерскую компанию Aamir Khan Productions. Хотя раньше Аамир категорически отказывался от продюсирования, зная на примере отца, насколько это тяжелая и неблагодарная работа. Но он изменил своим принципам ради друга Ашутоша Говарикера, который написал сценарий к «Лагаану» и стал его режиссёром. И не прогадал. Фильм выиграл восемь наград Национальной кинопремии, девять премий Filmfare Awards, девять Screen Awards и десять IIFA Awards. Также «Лагаан» был номинирован на престижную американскую кинопремию «Оскар» в категории «Лучший фильм на иностранном языке», но победить не сумел.
Огромный успех продюсерского дебюта Хана перекрыла неутешительная новость для актёра — развод с женой Риной Дутта, с которой они прожили вместе 16 лет (1986—2002). Причины разрыва экс-супруги так и не озвучили. Это событие настолько повлияло на Аамира, что он ушёл из кино и перестал появляться на публике. Возвращение актёра произошло только в 2005 году с фильмом «Восстание». Картина рассказывает о Мангале Пандее, начавшем армейский бунт и, как следствие, — первую индийскую войну за независимость. Второй творческий период Аамира характерен только успешными проектами. В 2006 году актёр сыграл юного бунтовщика в фильме «Цвет шафрана», затем была «Слепая любовь», в котором Хан делил съемочную площадку со знаменитой Каджол. Кстати, этот фильм стал первым для актрисы после пятилетнего перерыва.
После этого пришло время и для режиссёрского дебюта Аамира — картина «Звёздочки на земле». Также, в этом фильме он выступил и как исполнитель главной роли, и как продюсер. Картина повествовала о мальчике с дислексией и о несовершенстве образовательной системы. Фильм вызвал настоящий резонанс и отхватил в свою копилку множество наград. Её даже представили на премию «Оскар», но она не вошла в «шорт-лист».
Далее следовали не менее успешные «Гаджини» (2008), «3 идиота» (2009), «Дневники Мумбая» (2010) и «Истина где-то рядом» (2012). Фильм «Три идиота», в котором Аамир сыграл роль студента Ранчо Чанчада, стал самым кассовым в истории Болливуда и сохранял этот титул в течение 4 лет. А «Дневники Мумбая» стал режиссёрским дебютом второй жены Аамира Киран Рао.

### 2010-е
В 2013 году Аамир сыграл двойную роль в фильме «Байкеры 3». По его словам, эта роль была самой трудной в его карьере. Фильм имел коммерческий успех в прокате и стал самым кассовым фильмом Индии, побив рекорд «Ченнайского экспресса», вышедшего четырьмя месяцами ранее.
Через год на экраны вышла сатирическая комедия «Пикей», где он сыграл пришельца, пытающегося разобраться в земных религиях. Эта картина так же как и предыдущий фильм стала кассовым рекордсменом и удерживала данный титул в течение двух лет, вплоть до выхода следующего фильма Аамира «Дангал», где он сыграл бывшего профессионального борца, который начинает тренировать своих дочерей. Фильм получил положительную оценку критиков и принёс актёру третью Filmfare Award за лучшую мужскую роль.
В 2017 году вышел фильм «Тайная суперзвезда», где он сыграл роль второго плана. Его герой — известный композитор, который помогает начинающей певице добиться успеха. Фильм имел умеренный коммерческий успех на родине, но отлично показал себя в Китае, заработав за первые два дня проката более 1 млрд рупий .
В следующем году Аамир снялся в фильме Thugs Of Hindostan вместе с Амитабхом Баччаном, подопечной Фатимой Саной Шейх и Катриной Каиф, однако фильм получил негативную оценку критиков и провалился в прокате. Thugs Of Hindostan стал первым провалом в его карьере за последние 17 лет, так как все предыдущие фильмы, начиная с 2001 года, имели успех.

## Личная жизнь
В 1986 году Аамир женился на Рине Дутта. В этом браке родилось двое детей: сын Джунаид (род. 1993) и дочь Айра (род. 1998). В 2002 году они развелись.
В 2004 году Аамир женился на продюсере и режиссёре Киран Рао. 1 декабря 2011 года у них родился сын Азад. Ребёнка для болливудской четы выносила и родила суррогатная мать, имя которой неизвестно. В 2021 году Аамир и Киран подали на развод.
Племянник Аамира — Имран Хан — также известный болливудский актёр. Впервые он снялся в детской роли в фильме Аамира «Приговор».
Брат Аамира, Файсал Хан, болен шизофренией. В 2007 году Аамир проиграл суд в деле об опеке над ним своему отцу Тахиру Хуссейну. 2 февраля 2010 года Тахир Хуссейн скончался, вследствие чего Аамир получил право на опекунство над младшим братом, а также забрал в свой дом и свою маму Зинат.

## Фильмография

### Актёр
| Год  |   | Русское название                   | Оригинальное название             | Роль                                             |
| ---- | - | ---------------------------------- | --------------------------------- | ------------------------------------------------ |
| 1974 | ф |                                    | Madhosh                           | ребёнок-артист                                   |
| 1984 | ф |                                    | Holi                              | Мадан Шарма                                      |
| 1990 | ф | Сердце                             | Dil                               | Раджа                                            |
| 1988 | ф | Приговор                           | Qayamat Se Qayamat Tak            | Радж                                             |
| 1989 | ф | Любовь, любовь, любовь             | Love Love Love                    | Амит Верма                                       |
| 1989 | ф | Пепел                              | Raakh                             | Амир Хуссейн                                     |
| 1990 | ф | Первый номер                       | Awwal Number                      | Санни                                            |
| 1990 | ф | Нет такого влюблённого, как я      | Deewana Mujh Sa Nahin             | Аджай Шарма                                      |
| 1990 | ф |                                    | Jawani Zindabad                   | Шаши Шарма                                       |
| 1990 | ф | Ты мой                             | Tum Mere Ho                       | Шива                                             |
| 1991 | ф | Сердцу не прикажешь                | Dil Hai Ki Manta Nahin            | Рагху Джейтли                                    |
| 1991 | ф | Сказка о любви                     | Afsana Pyar Ka                    | Радж                                             |
| 1992 | ф | Машина времени                     | Time Machine                      | не реализован)                                   |
| 1992 | ф | Земля Бансилала                    | Isi Ka Naam Zindagi               | Чхоту                                            |
| 1992 | ф | Борьба за сокровища                | Daulat Ki Jung                    | Раджеш Чаудри                                    |
| 1992 | ф | Соперники                          | Jo Jeeta Wohi Sikandar            | Санджайлал Шарма                                 |
| 1992 | ф | Неписаный закон                    | Parampara                         | Ранвир Притхви Сингх                             |
| 1992 | ф |                                    | Sahebzaade                        |                                                  |
| 1993 | ф | Навстречу любви                    | Hum Hain Rahi Pyar Ke             | Рахул Малхотра                                   |
| 1993 | ф | Первое очарование                  | Pehla Nasha                       | играет самого себя                               |
| 1993 | ф | Свидетельница                      | Damini — Lightning                | играет самого себя                               |
| 1994 | ф | Хочу жениться на дочери миллионера | Andaz Apna Apna                   | Амар Манохар                                     |
| 1995 | ф | Разные судьбы                      | Akele Hum Akele Tum               | Рохит Кумар                                      |
| 1995 | ф | Весельчак / Радуга                 | Rangeela                          | Мунна                                            |
| 1995 | ф | Паника повсюду                     | Aatank Hi Aatank                  | Рохан                                            |
| 1995 | ф | Поединок                           | Baazi                             | инспектор Аман Дамджи                            |
| 1996 | ф | Раджа Хиндустани                   | Raja Hindustani                   | Раджа Хиндустани                                 |
| 1997 | ф | Страсть                            | Ishq                              | Раджа                                            |
| 1998 | ф | Земля                              | 1947: Earth                       | мороженщик Дил                                   |
| 1998 | ф | Непокорившийся судьбе              | Ghulam                            | Сиддхартх Маратхе                                |
| 1999 | ф | Мятежная душа                      | Mann                              | Каран Дев Сингх                                  |
| 1999 | ф | Патриот                            | Sarfarosh                         | Аджай Сингх Ратход                               |
| 2000 | ф | Роковой праздник                   | Mela                              | Кишан Пьяре                                      |
| 2001 | ф | Желание сердца                     | Dil Chahta Hai                    | Акаш Малхотра                                    |
| 2001 | ф | Лагаан: Однажды в Индии            | Lagaan: Once Upon a Time in India | Бхуван                                           |
| 2005 | ф | Восстание                          | Rising: Ballad of Mangal Pandey   | сипай Мангал Пандей                              |
| 2006 | ф | Слепая любовь                      | Fanaa                             | Рехан Кадри                                      |
| 2006 | ф | Цвет шафрана                       | Rang De Basanti                   | Далиджит «Ди Джей» / Чандрашекхар Азад           |
| 2007 | ф | Звёздочки на земле                 | Taare Zameen Par                  | Рам Шанкар Никумб                                |
| 2008 | ф | Гаджини                            | Ghajini                           | Санджай «Санжу» Сингхания / Сачин                |
| 2009 | ф | 3 идиота                           | 3 Idiots                          | Ранчодас «Ранчо» Шамалдас Чанчад / Фуншук Вангду |
| 2010 | ф | Дневники Мумбая                    | Dhobi Ghat                        | Арун                                             |
| 2012 | ф | Истина где-то рядом                | Talaash                           | Суржан Сингх Шекхават                            |
| 2013 | ф | Байкеры 3                          | Dhoom 3                           | Сахир и Самар Ханы                               |
| 2014 | ф | Пикей                              | PK                                | инопланетянин Пи-Кей                             |
| 2015 | ф | Пусть сердце бьётся                | Dil Dhadakne Do                   | Плуто Мехра (озвучка)                            |
| 2016 | ф | Дангал                             | Dangal                            | Махавир Пхогат                                   |
| 2017 | ф | Тайная суперзвезда                 | Secret Superstar                  | композитор Шакти Кумар                           |
| 2018 | ф | Банды Индостана                    | Thugs of Hindostan                | Фиранги                                          |
| 2020 | ф |                                    | Laal Singh Chaddha                | Лал Сингх Чаддха                                 |

### Продюсер
- 2012 — «Истина где-то рядом» (Поиск) / Talaash
- 2011 — «Однажды в Дели» / Delhi Belly
- 2010 — «Дневники Мумбая» / Dhobi Ghat (Mumbai Diaries)
- 2010 — «Жизнь Пипли» / Peepli (Live)
- 2008 — «Знаешь ли ты…» / Jaane Tu
- 2007 — «Звёздочки на земле» / Taare Zameen Par
- 2001 — «Лагаан: Однажды в Индии» / Lagaan: Once Upon a Time in India

### Сценарист
- 1993 — «Навстречу любви» / Hum Hain Rahi Pyar Ke

### Режиссёр
- 2007 — «Звездочки на земле» (англ. Taare Zameen Par)